# Sinai. La montagna sacra raccontata da due testimoni d'eccezione
Sinai. La montagna sacra raccontata da due testimoni d'eccezione è un diario di viaggio di Vito Mancuso e Nives Meroi, edito nel gennaio del 2014 dalla Fabbri Editori nella collana Wild.
I due autori raccontano un viaggio intorno ad una delle montagne più sacre della terra accompagnando il lettore in un'avventura che attraversa diversi piani.
Nives Meroi, con il suo Alba sul Sinai, ci conduce, con i suoi passi concreti ed esperti di alpinista che ha tentato le cime più alte del mondo, in un'esperienza tutta particolare e unica. Non è solo il monte sacro con le sue asperità e i suoi panorami ad essere scalato, ci sono le straordinarie vicende dell'alpinista pura abituata a scalare in solitudine, che si alternano a quelle della salita al Sinai di modo che i due racconti si uniscono armonicamente.
Vito Mancuso ci porta a guardare la montagna con gli occhi della storia, dell'archeologia, della Sacra Scrittura.
Il suo saggio Il Monte Sinai si articola in sei paragrafi.
Il primo, I monti sacri delle religioni mondiali, è un'analisi che parte dai monti della Grecia, passa per quelli dell'Asia - dall'Arabia, all'India, al Tibet, alla Cina, al Giappone - giunge in Africa e poi va in Australia, in Nuova Zelanda, negli Stati Uniti; né mancano i monti del cristianesimo orientale e occidentale.
Il secondo paragrafo, I monti della Bibbia, analizza i territori che ospitarono gli eventi della storia biblica, non vette significative, ma luoghi pieni di fascino naturale, dove domina il deserto e che videro l'azione di Gesù.
Con Sinai e Horeb: come mai due nomi per lo stesso monte?, il teologo analizza le varie ipotesi propendendo per quella che vede gli scritti sul Sinai opera non di un solo autore e che indica nel doppio nome l'espressione di due tradizioni.
Il paragrafo Il racconto della Bibbia, che narra l'arrivo degli israeliti al Sinai, è una narrazione attorno a un unico fatto, il Dio che interviene direttamente nella storia degli uomini. Parte dall'antefatto del roveto ardente, cui segue l'Esodo di Israele dall'Egitto, per concentrarsi sulle teofanie avvenute sul monte e sulle caratteristiche di ognuna, giungere alla proclamazione del Decalogo e concludersi con l'episodio del vitello d'oro.
Ne I dati dell'archeologia e della storiografia il teologo risponde a quesiti di carattere geografico e storiografico, discutendo le ipotesi degli studiosi senza risolverne le contraddizioni sia sulla collocazione del monte, sia sulla storicità dell'Esodo.
Infine in Il Sinai interiore, ovvero teologia della montagna Mancuso indica il valore teologico delle narrazioni antiche e la spiritualità che ne discende. Come tutte le pagine bibliche anche queste hanno un significato archetipico, che individuano nel Sinai un «luogo filosofico, teologico, spirituale: il luogo dove può nascere o morire la libertà».
Il saggio si conclude con un'affermazione di Gregorio di Nissa, che vede Mosè come il luogo di profondissimi insegnamenti sull'esperienza spirituale e la sua intrinseca oscurità. L'uomo per venire a contatto col divino deve liberarsi da tutto ciò che è apparenza nella tensione verso l'invisibile e l'incomprensibile come verso la cima di un monte.
Ben riuscito l'insieme perché le angolazioni, pur nella loro diversità, riescono a trovare l'amalgama dalla presenza degli autori, la Meroi perché parla in prima persona, Mancuso perché accompagna il suo argomentare dotto con il suo pensiero come in tutti i suoi scritti. Questa presenza, attiva mai mancante, unisce gli autori, più dell'argomento, e ci dice che in ogni attività umana c'è un fondo comune creato dal pensiero che pensa ed indaga giungendo alle ragioni essenziali.